# Eustiromastix vincenti
Eustiromastix vincenti là một loài nhện trong họ Salticidae.
Loài này thuộc chi Eustiromastix. Eustiromastix vincenti được Elizabeth Maria Gifford Peckham & George William Peckham miêu tả năm 1893.